# João Infante
João Infante oder Lopo Infante war ein portugiesischer Entdecker, der im 15. Jahrhundert die Küste des afrikanischen Kontinents bereiste. In den Jahren 1487–1488 nahm er als Kapitän eines Schiffes namens São Pantaleão (nach dem Heiligen Pantaleon) an dem Abenteuer von Bartolomeu Dias teil und umsegelte mit Dias während dieser Expedition das Kap der Guten Hoffnung.

Bei Damião de Góis (1502–1574) heißt es in der Chronica d'el-rei D. Manuel (Chronik des Königs Manuel) über ihn: 

„O piloto desta armada se chama Pero de Alenquer, homem mui esperto nas cousas do mar, e por cuja indústria Lopo Infante e Bartolomeu Dias chegaram ao rio Infante. / dt. Der Pilot dieser Flotte heißt Pêro de Alenquer, ein sehr kluger Mann in Seesachen, und durch dessen Wissen Lopo Infante und Bartolomeu Dias den Fluss Infante erreichten.“

Sein Vater, Nuno Tristão, war bereits ein Seefahrer unter Prinz Heinrich von Portugal. Es heißt, dass er aufgrund des heftigen Temperaments zweimal kurz aus Portugal verbannt worden sei. Er war verheiratet und hatte einen Sohn namens Nuno Infante.
Einige Orte in Südafrika sind nach ihm oder wurden von ihm benannt:
Der Rio do Infante (Fluss Infante), heute der Great Fish River, Ostkap
Cape Infanta (Kap Infante), Westkap
Infanta, Westkap: eine kleine Siedlung.